# Viam agnoscere veritatis (1248)
Viam agnoscere veritatis è una bolla di Papa Innocenzo IV inviata ai mongoli. Venne scritta il 22 novembre 1248, ed era la risposta alla lettera inviatagli dal comandante mongolo Baiju alle due precedenti bolle inviate dal Papa nel 1245, Cum non solum e Dei patris immensa.
La bolla venne probabilmente consegnata all'inviato mongolo Aïbeg and Serkis, datata 22 novembre 1248, e in risposta ad un messaggio di Baiju. Alcuni storici la citano come Viam agnoscere veritatis ed altri Viam cognoscere veritatis.  Secondo lo storico Denis Sinor, "Innocenzo IV aveva agito per un senso del dovere nel far conoscere la vera religione ai mongoli e si rammaricava della perseveranza degli stessi nei loro errori,  scongiurandoli di cessare le loro minacce."